# Воробьёвка (Татарстан)
Воробьёвка — деревня в Верхнеуслонском районе Татарстана. Входит в состав Нижнеуслонского сельского поселения.

## География
Находится в западной части Татарстана на расстоянии приблизительно 8 км на юг-юго-запад по прямой от районного центра села Верхний Услон.

## История
Известна с 1646 года как Починок Воробьёв.

## Население
Постоянных жителей было в 1782 году — 61 душа мужского пола; в 1859 — 300, в 1897 — 398, в 1908 — 477, в 1926 — 554, в 1938 — 628, в 1949 — 438, в 1958 — 337, в 1970 — 175, в 1989 — 51. Постоянное население составляло 24 человека (русские 100 %) в 2002 году, 18 — в 2010.